# Taishōgoto

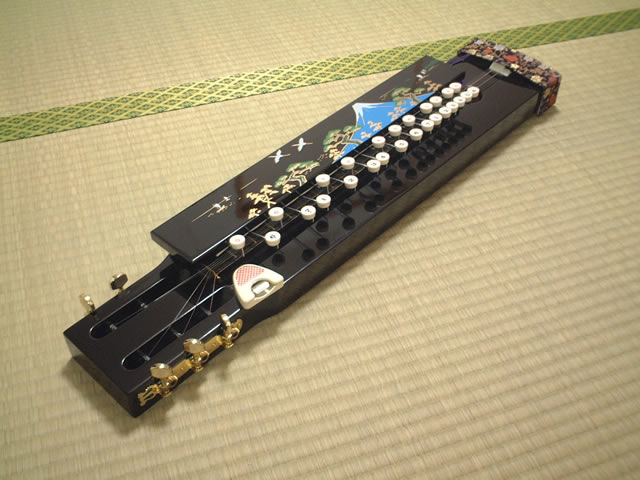
Taishōgoto

De taishōgoto, ook wel nagoyaharp, is een Japans snaarinstrument. De naam is afgeleid van de Taishōperiode (1912-1926), toen het instrument voor het eerst verscheen. Het is ook ingeburgerd geraakt in Oost-Afrika, vaak onder de naam taishokoto.

## Geschiedenis

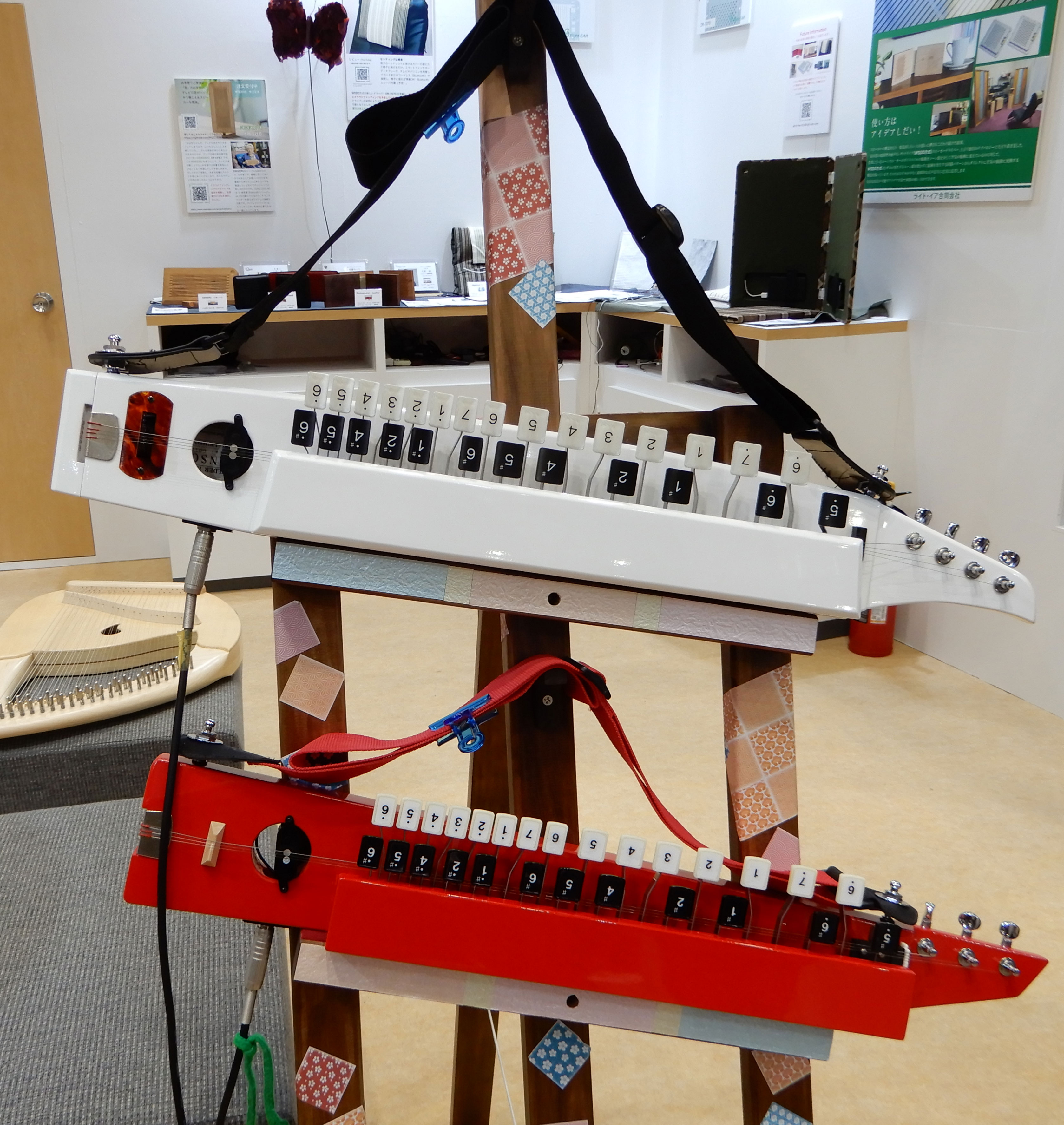
het model met schouderband, ook wel schouderharp

De taishōgoto werd in 1912 ontwikkeld door de muzikant Gorō Morita in Nagoya. Hij had van de eerste premier van Japan een beurs gekregen om twee jaar lang muziekinstrumenten te bestuderen in Europa en de Verenigde Staten. Vervolgens kwam hij op het idee om het mechaniek van een typemachine te combineren met een instrument.
De taishōgoto bestaat uit een lange, holle doos met snaren over de hele lengte. Boven de snaren bevindt zich een reeks genummerde typemachine-achtige toetsen, die ingedrukt de snaren verkorten om hun toonhoogte te verhogen. Het wordt in de lengte gespeeld en getokkeld. Er zijn ook elektronische versies van het instrument.
De taishōgoto lijkt sterk op de bulbultarang uit India en de akkordolia uit Duitsland, en ze delen hetzelfde principe van het veranderen van de toonhoogte door de snaren in te drukken. Het vertoont ook enige gelijkenis met de Zweedse nyckelharpa om hetzelfde principe, hoewel de bespeling anders is.